# Nemanja Gordić
Nemanja Gordić (serbisch-kyrillisch Немања Гордић; * 25. September 1988) ist ein bosnischer Basketballspieler. Er steht bei KK Partizan Belgrad unter Vertrag.

## Karriere
Gordić begann seine professionelle Karriere beim KK Budućnost Podgorica in der Saison 2005/6. Dezember 2010 wechselte er nach Italien zum Pallacanestro Virtus Roma. Gordić verbrachte dort 2 Saisons. Im November 2012, nachdem er nur 2 Monate beim ukrainischen Asowmasch Mariupol verbrachte, wechselte er zum KK Partizan aus Belgrad. Oktober 2013 unterzeichnete Gordić einen Einjahresvertrag beim bosnischen KK Igokea.
Nach zwei verbrachten Saisons beim KK Cedevita kehrte Gordić zu seinem ehemaligen Verein, dem KK Budućnost aus Montenegro zurück.

## Nationalmannschaft
Er spielte für die bosnische Nationalmannschaft bei den Eurobasket 2011, Eurobasket 2013 und bei den Eurobasket 2015 mit.